# Wieder unterwegs
Wieder unterwegs ist ein Album des Sängers und Liedermachers Hannes Wader aus dem Jahr 1979.

## Entstehungsgeschichte
Nachdem Hannes Wader sich von 1974 an über die Alben Plattdeutsche Lieder, Hannes Wader: Volkssänger (1975), Hannes Wader singt Arbeiterlieder (1977) und Hannes Wader singt Shanties (1978) als Volkssänger betätigt hatte, nahm er hier wieder ein sehr politisches Album auf.
Das Album entstand zur Zeit des Radikalenerlasses. Medienabhänge Künstler agierten vorsichtiger. Hannes Wader äußerte sich dennoch zu aktuellen, politischen Themen. Gleichzeitig inspirierte die neuaufkommende Friedensbewegung Wader zu neuen Themen. Schon vorher hatte sich Wader in seinen Liedern wie z. B. Schon so lang mit diesem Thema auseinandergesetzt. Sein Titel Es ist an der Zeit auf dem gleichnamigen Album von 1980 wurde zu einer Art Hymne der Friedensbewegung. Es wurde auf Demonstrationen gesungen. Abseits von den politischen Liedern enthält das Album auch zwei Liebeslieder („Im Garten“ und „Schlaf Liebste“).

## Titelliste
1. So was gibt es noch – 6:10
2. Im Garten – 3:08
3. Traum vom Frieden – 2:51
4. Unterschriftensammlung – 9:52
5. Freunde, Genossen – 4:14
6. Schlaf Liebste – 4:54
7. Wieder unterwegs – 13:13

## Besonderheiten
Wieder unterwegs ist Waders erstes Album für Pläne – Aris. 1989 wird Wader im Zuge der politischen Turbulenzen im Ostblock dann aber von Pläne, die damals als ein der DKP-naher Betrieb galten, gefeuert, um 1994 wieder zurückzukehren. Die Alben in diesem Zeitraum erschienen bei Mercury.
Auf diesem Album spielte Jörg Suckow am Cello mit, der schon 1974 bei Der Rattenfänger mitgewirkt hatte.
Einer von Waders biografischen Titeln ist „So was gibt es noch“, der sich mit seiner Lehrzeit als Dekorateur auf ironische und kritische Weise auseinandersetzt.
„Traum vom Frieden“, eine Übersetzung von Last Night I Had the Strangest Dream, ist der damals sehr aktiven Friedensbewegung geschuldet. Das Lied spricht den Wunsch aus, dass die Menschen alle ihre Waffen in eine Grube werfen und nicht mehr benutzen sollten. Es geht um den Traum, dass die Menschen über Kommunikation ihre Probleme lösen, es keine Kriege mehr gibt und Frieden auf der Welt herrscht.
„Im Garten“ stammt von dem Folksänger Colin Wilkie und wurde von Wader ins Deutsche übertragen.
In „Unterschriftensammlung“ erzählt Wader von seinen (fiktiven) Erlebnissen bei einer Unterschriftensammlung für die DKP. Dabei thematisiert er, wie Demonstrationen ablaufen, wie Menschen Vorurteile bilden und diese immer zu bestätigen suchen, sowie Religion und Sekten und deren Eigenarten. Auch eine Menge anderer politischer und gesellschaftlicher Themen werden hier angesprochen. Auch der Titel „Wieder unterwegs“ setzt sich mit gesellschaftlichen Missständen und damals aktuellen politischen Themen auseinander.
„Freunde, Genossen“ setzt sich kritisch mit der Überwachung und Abhörung von linkspolitisch orientierten Menschen auseinander und ist als Reaktion auf den Radikalenerlass entstanden. Solange es Menschen gibt, die sich offen und couragiert gegen den Trend des Demokratieabbaus stellen, stellt Wader am Ende hoffnungsvoll fest, werden die Antidemokraten sich nicht erfolgreich durchsetzen.